# Дубини (Рівненський район)
Ду́бини — село в Україні, в Рівненському районі Рівненської області. Населення становить 52 осіб.

## Історія
У 1906 році урочище Хорівської волості Острозького повіту Волинської губернії. Відстань від повітового міста 19 верст, від волості 12. Дворів 5, мешканців 39.